# مارسلین ۱۷۳۰
سیارک ۱۷۳۰ (به انگلیسی: 1730 Marceline، نامگذاری:1936UA) هزار و هفتصد و سیمین سیارک کشف شده‌است که در ۱۷ اکتبر ۱۹۳۶ و در نیس کشف شد.
قدر مطلق سیارک برابر ۱۱٫۵۰ است.